# Рынок недвижимости
Рынок недвижимости — совокупность участников (покупатель, продавец, собственник, девелопер, брокер, агент, риелтор, управляющий недвижимостью, государственные регулирующие органы и т. д.) и сделок (покупка, продажа, аренда и т. д.), совершаемых между ними на рынке.

Различают первичный (новые дома и строения) и вторичный рынок недвижимости (вторичный рынок недвижимости во многих странах, включая Россию, порой превышает первичный рынок).

## Рынок коммерческой недвижимости
Этот сегмент рынка специализируется на сделках с коммерческой недвижимостью (здания, помещения, которые не предназначены для жилья). Объекты коммерческой недвижимости: офисные, складские и торговые помещения, земельные участки для их строительства, участки недр и зелёных насаждений, водные объекты и т. п. — всё то, что предназначено для эксплуатации физическими или юридическими лицами с целью извлечения выгоды.
К коммерческой недвижимости также относятся заводы, фабрики как действующие, так и разукомплектованные.

## Рынок жилой недвижимости
Жило́е помеще́ние — изолированное помещение (жилой дом, квартира, комната) которое является недвижимым имуществом, пригодное для постоянного проживания людей. 